# Antonio Andere Dáher
Antonio Andere Dáher (Zacatlán, Puebla, 8 de enero de 1917 - Ciudad de México, 12 de diciembre de 2004) fue un periodista, cronista y locutor de deportes mexicano.

## Biografía
Se inició en el periódico La Afición a los 18 años, como uno de los discípulos de Alejandro Aguilar Reyes, Fray Nano. Andere llegó primero a cubrir la fuente de fútbol, para después encargarse del fútbol y del boxeo, dado que Fray Nano no escribía las reseñas, sino que sólo hacía comentarios. Muy pronto fue ascendido a subdirector del periódico.
La columna que mantuvo en La Afición se denominó Puntos de Vista. Algunas de sus contribuciones más destacadas durante esa época fueron:
- La cobertura de partidos y actividades de la selección vasca de futbol en México, entre noviembre de 1937 y enero de 1938. Sus reseñas han sido utilizadas en investigaciones históricas posteriores.[4] [5]
- La reseña que escribió sobre el partido entre Brasil y Uruguay, el “Maracanazo”, en la final de la Copa Mundial de Futbol Brasil 1950, que fue considerada de alta calidad y reproducida en varios países.[2]
- La crónica de la pelea de lucha libre máscara contra máscara entre El Santo y Black Shadow, el 7 de noviembre de 1952, que fue conocida como "La pelea del siglo". A raíz de su victoria, El Santo fue considerado un ídolo de la afición.[6] [7]

A la muerte de Fray Nano en 1961, Andere ocupó la dirección del periódico hasta 1980, año en que Juan Francisco Ealy Ortiz, dueño del periódico El Universal, compró La Afición.
Fue director del diario Esto de 1981 a 1990, pero manteniendo su columna Expresiones por muchos años más.
En Televisa, durante muchos años narró las peleas de Sábados de box junto con Jorge Sonny Alarcón y Alfonso El Doctor Morales.
Póstumamente, en 2015 fue incluido en la primera generación de investidos al Salón del Periodista Deportivo de México.

## Libro de memorias
En 2001 publicó el libro Memorias de Antonio Andere. 60 años en el boxeo mexicano. Entre otras historias y anécdotas, Antonio Andere cuenta que tuvo la faceta de concertador de encuentros (matchmaker) de la Arena Nacional, que se ubicaba en los terrenos donde se ubicaba el desaparecido cine Palacio Chino, en la calle de Iturbide, en la Ciudad de México.
En el mismo libro, Andere describió que el manager Luis Morales fue maestro del legendario Arturo "Cuyo" Hernández y forjador del gran ídolo mexicano Rodolfo "Chango" Casanova, a quien encumbró hasta llevarlo a pelear a nueva York, Estados Unidos. Tras el fallecimiento del señor Morales, "El Cuyo" se quedó con el famoso peleador (pág. 49).

## Distinciones
- Salón del Periodista Deportivo [primera generación de investidos (póstumamente), 2015]